# Église Saint-Nicolas de Villennes-sur-Seine
Pour les articles homonymes, voir Église Saint-Nicolas.
L'église Saint-Nicolas est une église catholique située à Villennes-sur-Seine, en France.

## Localisation
L'église est située dans la commune de Villennes-sur-Seine, dans les Yvelines.

## Historique
Construite dans la seconde moitié du XIe siècle, probablement par les abbés de Saint-Germain-des-Près. L'édifice est inscrit au titre des monuments historiques en 1926.